# Mathieu Lussier
Pour les articles homonymes, voir Lussier.
Mathieu Lussier est un bassoniste, compositeur et chef d'orchestre canadien.

## Biographie
Né à Montréal en 1973, il apprend le basson dès l'âge de douze ans avec Andrée Lehoux. Il complète ses études au Conservatoire de musique de Montréal sous la direction de Rodolfo Masella puis de Gerald Corey. Il se perfectionne ensuite lors de stages d'été auprès de Christopher Millard. Il s'initie au basson baroque au sein l’Orchestre baroque de Montréal, dirigé par Joël Thiffault, ce qui lui vaut par la suite des engagements avec Tafelmusik, l’Orchestre baroque de Cleveland Apollo's fire et Arion Orchestre Baroque. Il est nommé directeur artistique du Festival de musique baroque de Lamèque, au Nouveau-Brunswick, poste qu'il occupe durant sept ans de 2008 à 2014.
Il fonde en 2009 l'ensemble Bataclan!, avec la claveciniste Catherine Perrin et le bandonéoniste Denis Plante, et enregistre un album la même année, suivi d'un deuxième disque en 2011.
Il entreprend ensuite une carrière de chef d'orchestre. Le Conseil des Arts du Canada lui remet en 2014 le prix Jean-Marie Beaudet en direction d’orchestre. Nommé chef en résidence en 2012, puis chef associé de l'orchestre de chambre Les Violons du Roy, il fait paraître en 2014 avec cet ensemble son premier disque, consacré à Jean-Philippe Rameau et à Denis Gougeon. Suivent ensuite en 2016 un album sur les concertos de Vivaldi et en 2017 un album consacré cette fois aux concertos pour cor et basson de Mozart. Toujours avec Les Violons du Roy, il dirige une production de l'opéra Zémire et Azor d'André Grétry dans une mise en scène du cinéaste Denys Arcand, et plus de 100 concerts au Canada, au Mexique et aux Etats-Unis, ce qui donne lieu à des collaborations avec des artistes comme Marc-André Hamelin, Alexandre Tharaud, Jeremy Denk, Jean-Guihen Queyras, Philippe Jarrousky, Anthony Marwood et Karina Gauvin. En 2015, Mathieu Lussier dirige l’Orchestre symphonique de Trois-Rivières et l’Orchestre symphonique de Montréal.  Lors de la saison 2016-2017, on le retrouve également à la tête de l’Orchestre symphonique d’Edmonton, du Symphony Nova Scotia et de l'Orchestre Métropolitain. 
À titre d’instrumentiste, Mathieu Lussier s'applique à faire connaître le répertoire pour basson et basson baroque, tant en Amérique du nord qu'en Europe. Il poursuit une carrière de chambriste avec l’Ensemble Pentaèdre de Montréal. Tournés vers les répertoires baroque et classique, où il fait place aussi à  des compositeurs français méconnus du XIXe siècle, ses enregistrements en tant que soliste comprennent près d’une douzaine de concertos pour basson (Vivaldi, Mozart, Johann Friedrich Fasch, Christoph Graupner, Telemann et Michel Corrette), un disque de sonates pour basson de Joseph Bodin de Boismortier, trois disques consacrés à la musique pour basson solo de François Devienne, ainsi que deux disques de musique pour vents de François-Joseph Gossec et Étienne Nicolas Méhul.
Comme compositeur, son catalogue comprend plus d'une cinquantaine d'œuvres jouées régulièrement. En août 2009, sa pièce Bassango, dans sa version pour basson et orchestre à cordes, a remporté le 3e prix dans la catégorie Contemporary Classical Song aux Just Plain Folks Awards de Nashville au Tennessee. Il reçoit des commandes de nombreux artistes et ensembles, faisant l'objet d'enregistrements, d'éditions et de diffusions radiophoniques.   
Il a remporté deux prix Opus en 2018, un pour le Concert de l'année - Québec, à la tête des Violons du Roy; l'autre pour le Disque de l'année - musiques classique, romantique, postromantique, impressionniste, en tant que soliste du Concerto pour basson de Mozart.   
Vice-doyen aux études de 1er cycle, aux affaires professorales et à la vie facultaire à la Faculté de musique de l’Université de Montréal depuis août 2019 et professeur en basson depuis 2014, Mathieu Lussier mène également une carrière active dans le domaine de la musique de concert. Nommé directeur artistique de Arion Orchestre Baroque en 2019, Mathieu Lussier a également été chef associé de l’orchestre de chambre Les Violons du Roy de 2012 à 2018, dirigeant cet ensemble au Canada, au Mexique, au Brésil et aux États-Unis. Directeur artistique du Festival international de musique baroque de Lamèque entre 2008 et 2014, Mathieu Lussier a également dirigé de nombreux autres orchestres canadiens. Il poursuit aussi une carrière de chambriste avec l’ensemble Pentaèdre de Montréal. Que ce soit comme bassoniste, chef d’orchestre ou professeur, Mathieu Lussier oriente depuis près de vingt ans l’essentiel de ses projets musicaux autour du répertoire français de l’époque de la Révolution française. Il a consacré trois disques à François Devienne et ses œuvres pour basson, un disque à la musique pour vents de François-Joseph Gossec, incluant également plusieurs transcriptions d’œuvres révolutionnaires, comme c’est également le cas pour un disque consacré à Étienne Nicolas Méhul, compositeur du Chant du départ. Au concert, c’est Grétry, Boieldieu, Hérold, Méhul et Gossec qu’il défend avec ardeur, présentant même, dans une mise en scène de Denys Arcand, Zémire et Azor d’André-Modeste Grétry. Au niveau universitaire, cet intérêt se traduit par un séminaire consacré à la musique de l’époque de la Révolution française, ainsi qu’à la présentation en 2017 d’un récital commenté sur l’utilisation de la musique à des fins de propagande lors de la Révolution française dans le cadre du colloque « Protestation, propagande, oppression, résistance » organisé par Marie-Hélène Benoit-Otis et Zoey Cochran. Communicateur reconnu, Mathieu Lussier a aussi été Président du Conseil québécois de la musique de 2012 à 2015 et Président de CAMMAC de 2015 à 2017.  Également compositeur, son catalogue comprend plus de cinquante œuvres jouées régulièrement en concert en Amérique du Nord, en Europe, en Asie et en Australie. En 2018, il a signé une partie de la musique du film La Chute de l’empire américain du réalisateur oscarisé Denys Arcand.
En 2022, il est nommé directeur artistique du Domaine Forget dans Charlevoix et succède à Paul Fortin qui a occupé le poste durant onze ans.

## Œuvres principales
- Bassango op.1, pour quatuor de bassons (1996)
- Valstango op.3, pour quatuor de bassons (1998)
- Dos Tropicos op.7, pour quintette à vents (2001)
- Le Rêve de L’Opritchnik op.13, pour basson et piano (2003)
- Passages op.16, pour basson et piano (2004)
- Sextuor op.19, pour quintette à vents et contrebasson (2004)
- Double Concerto op.20, pour trompette, basson et orchestre à cordes (2005)
- Impressions de l’Alameda op. 25, concerto pour trompette et orchestre à cordes (2006)
- Le Dernier chant d’Ophélie op.2, ballade pour basson et orchestre à cordes (1998-2007)
- White Rock Sonata op.28, sonate pour basson et piano
- Odd bird op.37, concerto pour basson, orchestre à cordes et percussions
- Les Brumes d’Albion op.39, pour quintette à vents et orchestre à cordes
- Trio op.42, pour hautbois, basson et piano
- Trio op.43, pour basson, contrebasson et piano
- Petite symphonie Provencale op.46
- Trio op.51, pour 2 bassons et contrebasson
- Sonatina op.52, pour hautbois et piano
- Ballade op.53, pour contrebasson et piano
- Laurentian Bolero op.57, pour quintette d’anches
- Les Adieux op.58, quintette à vent n.3

## Discographie[2]
- 2005, François Devienne: Quatuors Op. 73 pour basson et cordes, ATMA Classique.
- 2005, Boismortier : Sonates, Musica Franca.
- 2006, Vivaldi : Chiaroscuro, avec l'ensemble Arion, early-music.com.
- 2006, Michel Corrette : Les délices de la solitude, ATMA Classiqueé
- 2007, François Devienne: Sonates Op. 24 pour basson, ATMA Classique.
- 2008, François-Joseph Gossec: Aux armes, citoyens!, Atma Classique.
- 2009, Bataclan!, ATMA Classique.
- 2010, François Devienne: Six trios, Op. 17, ATMA Classique.
- 2011, Mathieu Lussier: Passages, ATMA Classique.
- 2013, Étienne-Nicolas Méhul: Le Chant du départ, ATMA Classique.
- 2014, La Cigale et les violons: Les plus belles fables de Jean de la Fontaine, ATMA Classique.
- 2016, Vivaldi, ATMA Classique.
- 2017, Mozart: Concertos pour cor; Concerto pour basson, ATMA Classique.
- 2017, Vivaldi, Boismortier, Fasch, Telemann: Sonatas pour flûte à bec et basson, ATMA Classique.
- 2020, Teleman, concertos & ouverture, ATMA Classique
- 2020, Le Monde d'hier, œuvres pour basson et piano, ATMA Classique
- 2022, Paris 1847, la musique d'Eugène Jancourt, ATMA Classique